# Містельбах (Баварія)
Містельбах (нім. Mistelbach) — громада в Німеччині, розташована в землі Баварія. Підпорядковується адміністративному округу Верхня Франконія. Входить до складу району Байройт. Центр об'єднання громад Містельбах.
Площа — 6,12 км2. Населення становить 1564 ос. (станом на 31 грудня 2020).

## Галерея

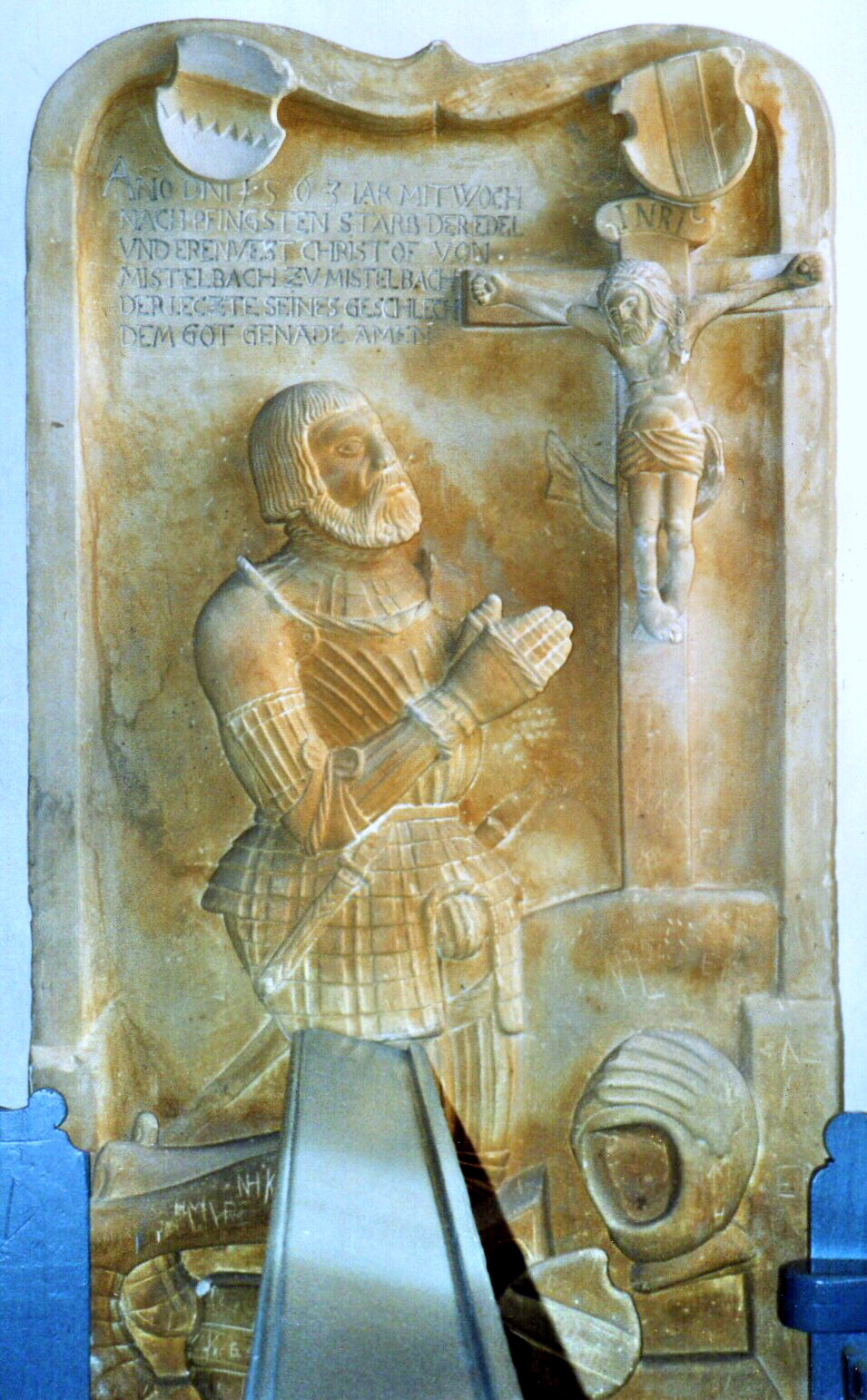
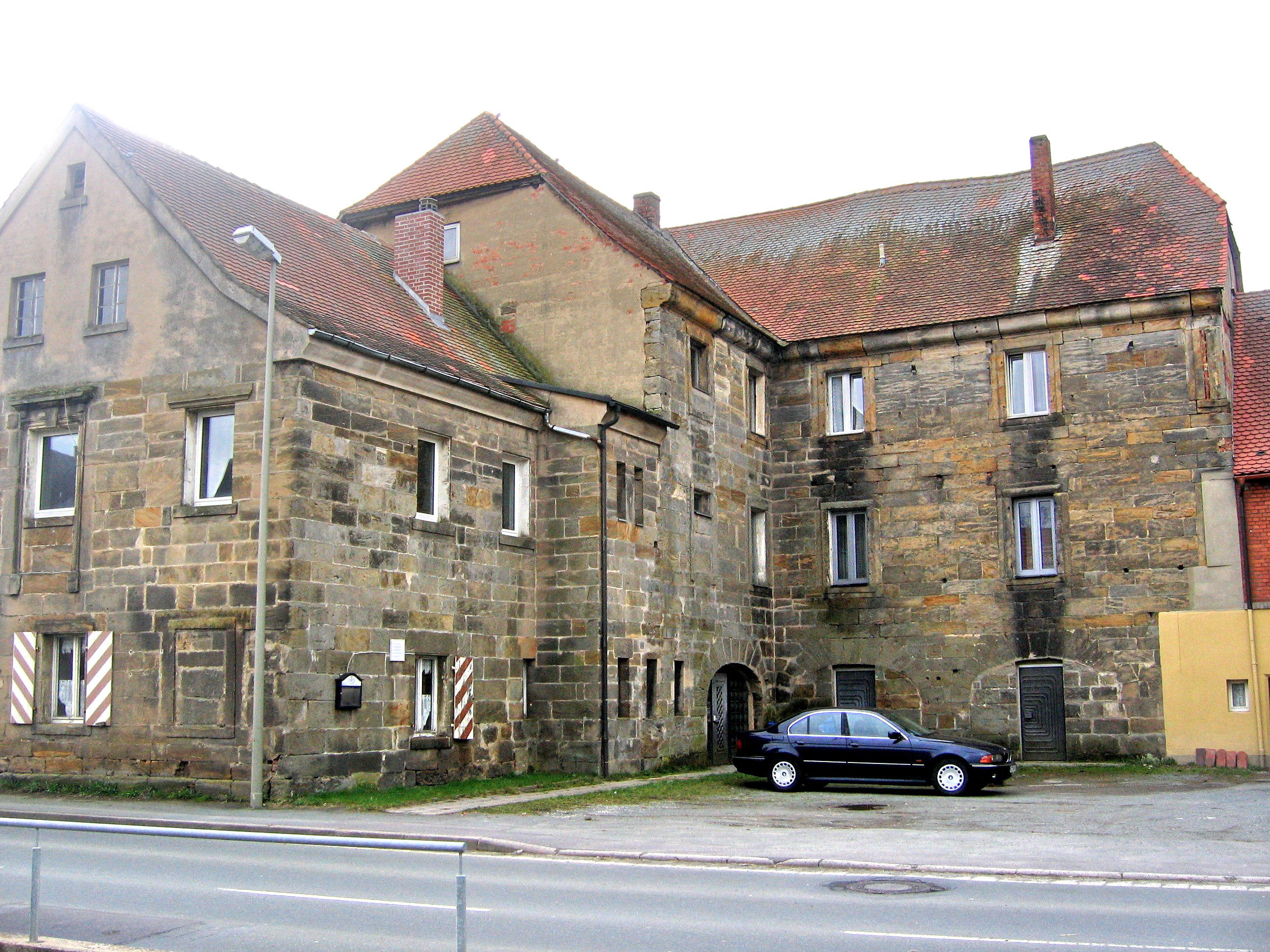
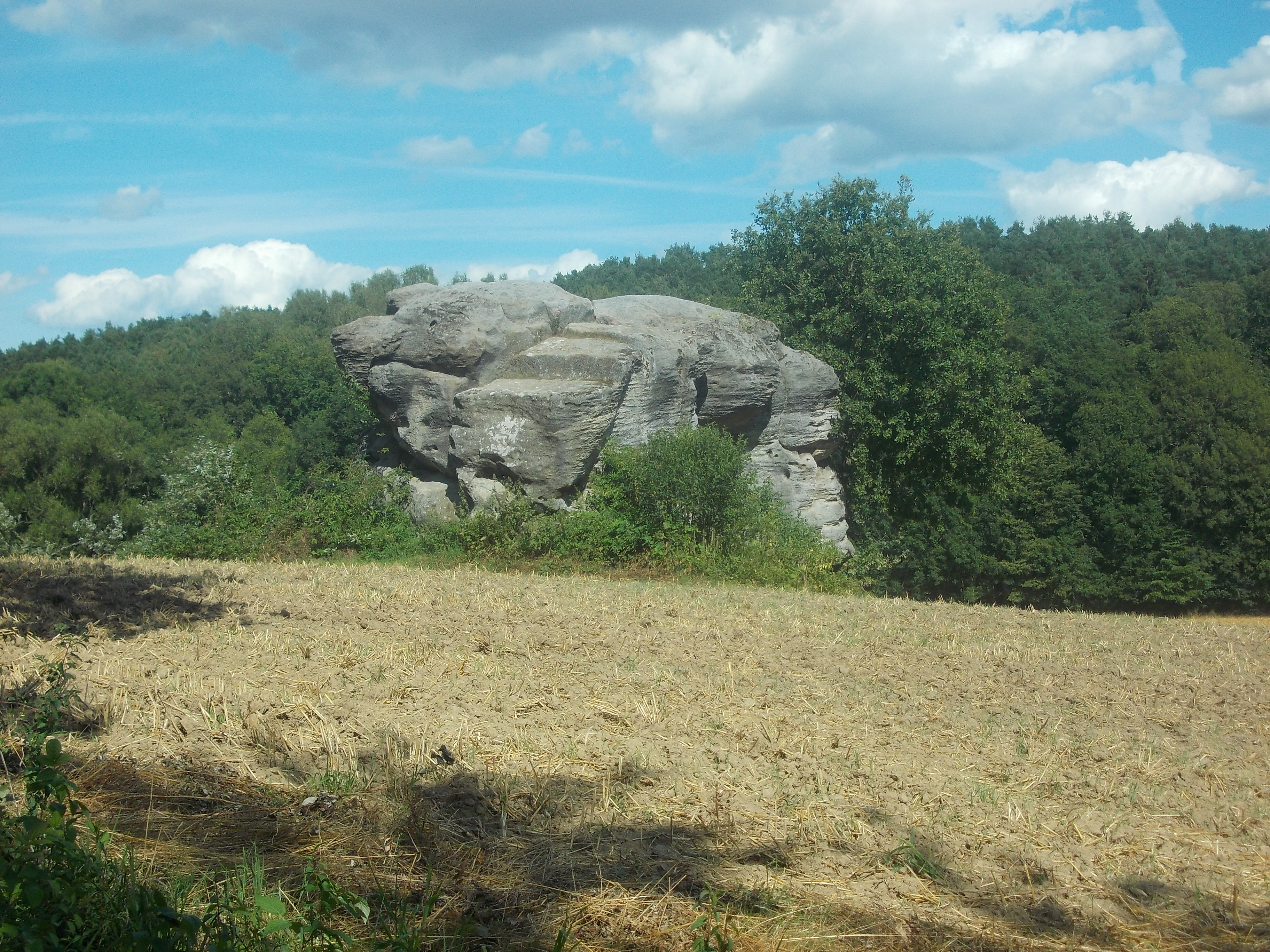